# Amt Schrevenborn
Het Amt Schrevenborn is een Amt in de Duitse deelstaat Sleeswijk-Holstein. Het bestaat uit drie gemeenten in de Landkreis Plön die alle drie tot 2007 Amtvrij waren gebleven. Het gaat om de gemeenten Heikendorf, Mönkeberg en Schönkirchen. Het bestuur is gevestigd in Heikendorf.